# إلمام بالحاسوب

الحاسوب

الإلمام بالحاسوب هو القدرة على استخدام الحاسوب والتكنولوجيا المتعلقة به بكفاءة، مع مجموعة من المهارات التي تغطي مستويات من الاستخدام البدائي في البرمجة وحل المشكلات المتقدمة، الإلمام بالحاسوب يمكن أيضا أن يشير إلى شخص يملك مستوًى متقدمًا في استخدام برامج الحاسوب والتطبيقات الأخرى المتعلقة بالحواسيب، ومن الأشياء المهمة الأخرى هي فهم كيفية عمل الحواسيب وتشغيلها، ويمكن التمييز بين الإلمام بالحاسوب من برمجة الحاسوب والتي تعتبر تصميم وترميز لبرامج الحاسوب أكثر من الألفة والمهارة في استخدامها.

## في الدول المتقدمة

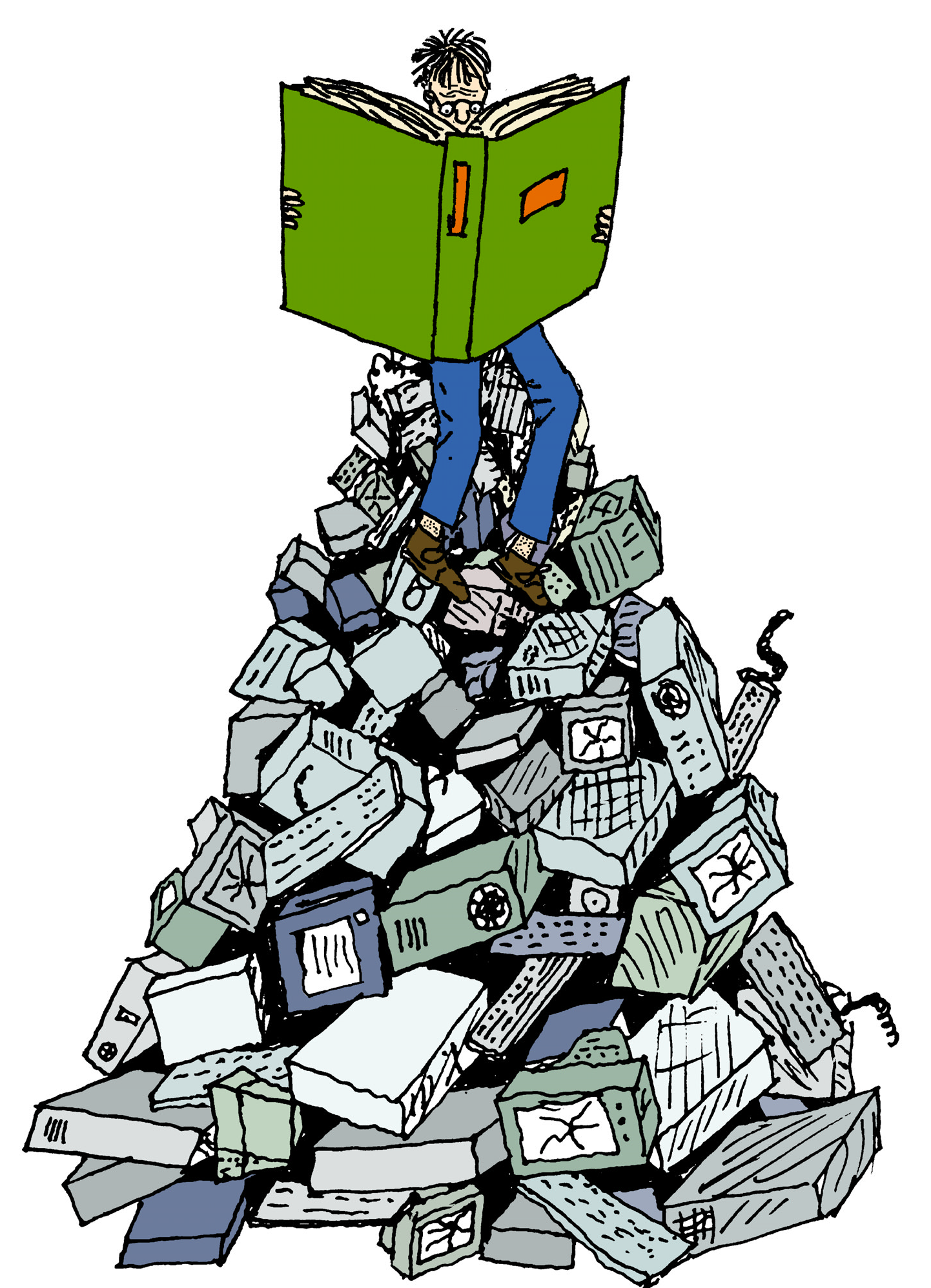
تحقيق التعلم الأمثل من خلال الحواسيب

يعتبر الإلمام بالحاسوب من المهارات الهامة التي توجد في الدول المتقدمة، حيث يريد أرباب العمل من العمال أن يمتلكوا مهارات الحاسوب الأساسية لأن شركاتهم أصبحت تعتمد بشكل أكبر على الحواسيب، والعديد من الشركات تحاول أن تستخدم الحواسيب والتكنولوجيا لتحسين كفاءة العمل.
الحواسيب أصبحت شائعة مثل القلم والورقة في الكتابة وخصوصا بين الشباب، ويبدو أنه يوجد علاقة عكسية بين الإلمام بالحاسوب والإلمام بالإنشاء بين مستخدمي الكمبيوتر بالعالم الأول. ففي العديد من التطبيقات تفضل الحواسيب عن القلم والورقة والآلة الكاتبة بسبب قدرتها على تكرار المعلومات والاحتفاظ بها وسهولة التحرير.
أصبحت أجهزة الكمبيوتر الشخصية العادية شائعة وأكثر قوة؛ ولذلك فإن مفهوم الإلمام بالحاسوب أصبح يتحرك بجانب الوظيفة الأساسية إلى التطبيقات الأكثر قوة تحت عنوان الإلمام بالوسائط المتعددة.

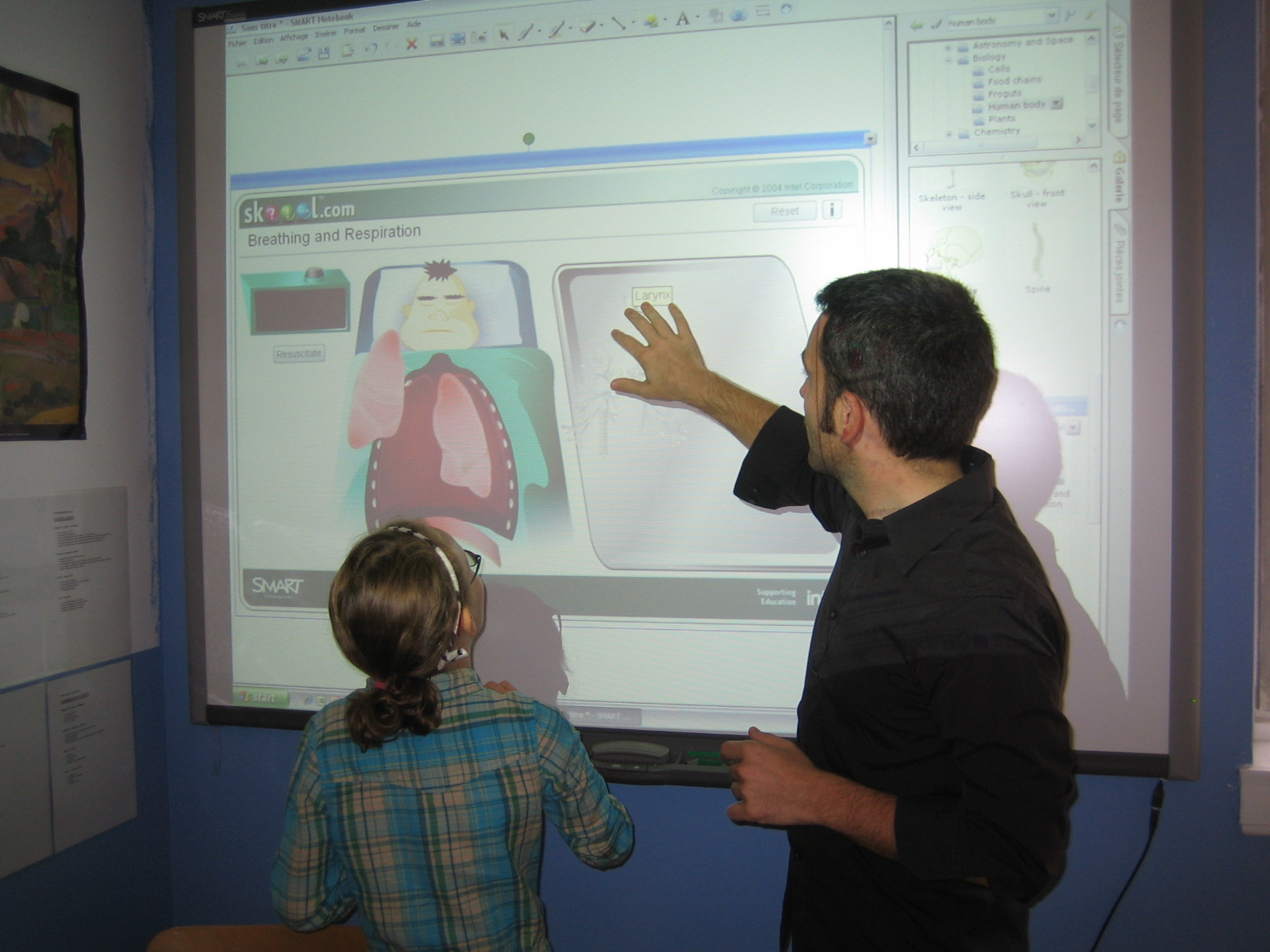
التكنولوجيا الجديدة لخدمة الطلاب وهي السبورة الذكية

يفترض في كثير من الأحيان أن الكمبيوتر والوصول إلى الإنترنت هو أكثر شيوعًا في العالم الأول، والجميع في تلك البلدان يجب أن يكونوا على قدم المساواة وعلى استعداد لهذه التكنولوجيا، والمهارات في كيفية استخدامها على نحو فعال، وبالرغم من ذلك فإنه توجد فجوة إلكترونية في أكثر البلدان تقدمًا من الناحية التكنولوجية مع من يملكون هذه التكنولوجيا ومن لا يملكونها. العمال الأكبر في السن الذين لا يستخدمون الإنترنت في المنزل وعندهم جهل بالحاسوب قد لا يتم طلبهم في سوق العمل حتى مع الوظائف التي لا تتطلب مهارات نسبيا مثل الكاتب في مخزن قطع غيار السيارات.

## منتدى الاحتواء الرقمي
يتم تأسيس منتدى الاحتواء الرقمي من خلال المساهمة المشتركة من معهد الإنترنت اللاسلكي ، آي بي إم، إنتل، مايكروسوفت ومجتمع أوهايو، وهو منظمة واحدة فقط وضعت لمعالجة هذا الأمر، ومهمة هذه المنظمة هي توفير "مركز موارد شامل لإعلام وتثقيف وتبادل أفضل الممارسات بين قادة الدولة والحكومة المحلية والصناعة والجهات المؤسسية لتحديد وتنفيذ الحلول المستدامة للأسواق من أجل سد الفجوة الإلكترونية في أمريكا الشمالية."
تسهم مجموعة متنوعة من المنظمات غير الربحية في القطاع الخاص والمؤسسات أيضا في هذا، في تلبية احتياجات المجتمعات المحرومة، على سبيل المثال مؤسسة بير تشولاز تدير البرامج التي تقدم أجهزة الكمبيوتر مجانية أو ذات تكلفة منخفضة للأطفال وأسرهم في المجتمعات المحرومة بجنوب برونكس، نيويورك، ميامي، فلوريدا وفي كولومبوس (أوهايو).